# Final da FA Cup de 2014-15
A final da FA Cup de 2014–15 foi a 134ª final dessa competição inglesa de futebol organizada pela The Football Association (TFA). Foi decidida por Arsenal e  Aston Villa em partida única. O duelo ocorreu em 30 de maio, no Wembley Stadium. O Arsenal se sagrou campeão após vencer a partida por 4x0. Foi o 12° título do clube londrino, que se torna o maior campeão da FA Cup.

## Jogo
| 30 de maio    | Arsenal                                                    | 4 – 0 | Aston Villa | Wembley Stadium, Londres               |
| 13:30 (UTC+1) | Walcott 40' · Sánchez 49' · Mertesacker 62' · Giroud 90+3' |       |             | Público: 89,283 Árbitro: Jonathan Moss |

| Arsenal | Aston Villa |

| GK            | 1  | Wojciech Szczęsny       |     |
| RB            | 39 | Héctor Bellerín         |     |
| CB            | 4  | Per Mertesacker         |     |
| CB            | 6  | Laurent Koscielny       |     |
| LB            | 18 | Nacho Monreal           |     |
| CM            | 34 | Francis Coquelin        |     |
| CM            | 19 | Santi Cazorla           |     |
| RW            | 16 | Aaron Ramsey            |     |
| AM            | 11 | Mesut Özil 76'          |     |
| LW            | 17 | Alexis Sánchez 89'      |     |
| CF            | 14 | Theo Walcott 76'        |     |
| Substitutos:  |    |                         |     |
| GK            | 13 | David Ospina            |     |
| DF            | 3  | Kieran Gibbs            |     |
| DF            | 5  | Gabriel Paulista        |     |
| MF            | 10 | Jack Wilshere           | 76' |
| MF            | 15 | Alex Oxlade-Chamberlain | 89' |
| MF            | 20 | Mathieu Flamini         |     |
| FW            | 12 | Olivier Giroud          | 76' |
| Treinador:    |    |                         |     |
| Arsène Wenger |    |                         |     |

| GK           | 31 | Shay Given             |                               |
| RB           | 21 | Alan Hutton            | Penalizado com cartão amarelo |
| CB           | 4  | Ron Vlaar              |                               |
| CB           | 5  | Jores Okore            |                               |
| LB           | 18 | Kieran Richardson 67'  |                               |
| DM           | 15 | Ashley Westwood 68'    |                               |
| CM           | 8  | Tom Cleverley          | Penalizado com cartão amarelo |
| CM           | 16 | Fabian Delph           | Penalizado com cartão amarelo |
| RW           | 28 | Charles N'Zogbia 52'   |                               |
| LW           | 40 | Jack Grealish          |                               |
| CF           | 20 | Christian Benteke      |                               |
| Substitutos: |    |                        |                               |
| GK           | 1  | Brad Guzan             |                               |
| DF           | 2  | Nathan Baker           |                               |
| DF           | 7  | Leandro Bacuna 67'     |                               |
| MF           | 9  | Scott Sinclair         |                               |
| MF           | 12 | Joe Cole               |                               |
| MF           | 24 | Carlos Sánchez 68'     |                               |
| FW           | 11 | Gabriel Agbonlahor 52' | Penalizado com cartão amarelo |
| Treinador:   |    |                        |                               |
| Tim Sherwood |    |                        |                               |

## Premiação
| FA Cup de 2014-15            |
| Inglaterra                   |
| ---------------------------- |
| Arsenal Campeão (12º título) |